# Leo Sauer
Leo Sauer, född 16 december 2005 i Bratislava, är en slovakisk fotbollsspelare som är kontrakterad till Feyenoord, och representerar det slovakiska landslaget.

## Karriär
Sauer representerade som junior bland annat Slovan Bratislava. Han värvades 2023 av Feyernoord. Han har representerat det slovakiska landslaget på olika nivåer och gjorde sin debut i A-landslaget 2024. Han medverkade i europamästerskapet i fotboll 2024.